# Tahitiperle

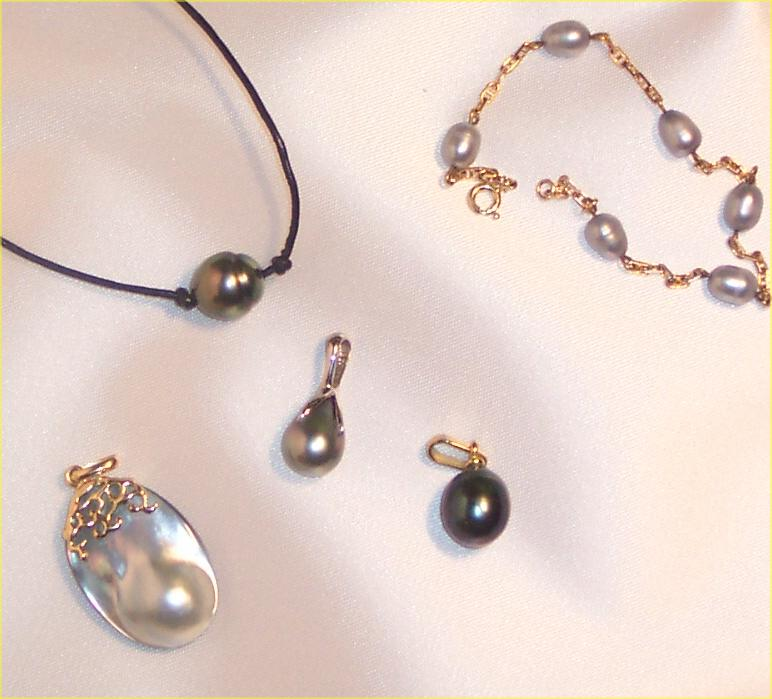
Tahitiperlen

Die Tahitiperle ist eine Perle, die aus Beständen der Schwarzlippigen Perlenauster (Pinctada margaritifera cumingii) in Französisch-Polynesien gewonnen wird.

## Aussehen und Vorkommen
Ihre natürliche Farbe schwankt zwischen Anthrazit und Schwarz, ihre natürliche Größe zwischen der einer Erbse und der einer Mandel. Das natürliche Verbreitungsgebiet der Muschel, aus der die Perle gewonnen wird, sind die Austral-, Gesellschafts- und Marquesas-Inseln und der Tuamotu-Archipel. Sie wird heute in polynesischen Lagunen gezüchtet.

## Geschichte
Die in den Lagunen der polynesischen Atolle häufig vorkommende Perlmuschel wurde im vorkolonialen Polynesien zum Beschweren von Fischfangnetzen, Herstellung von Haushaltsgeräten und als Schmuck in Ornamenten benutzt. Die Perle selbst wurde jedoch nur auf Tahiti als Schmuck verwendet. In 5–8 cm lange Ohrgehänge aus gebortetem Haar wurden 2–3 Perlen eingeflochten. Die Ohrgehänge wurden von beiden Geschlechtern getragen, hauptsächlich aber von Frauen, denen das Tragen von Schmuck aus Vogelfedern untersagt war. Sie fand auch neben Haifischzähnen und Blumen als Schmuck auf langen Bändern, die von den Frauen bei Tänzen getragen wurden, sowie als religiöse Opfergabe Verwendung. Die ersten europäischen Besucher der Südsee wurden auf die Perlen aufmerksam, und am Ende des 18. Jahrhunderts gelangten tahitianische Ohrgehänge in europäische Museen, so nach Cambridge und Göttingen.
Die kommerzielle Ausbeutung der Perle durch Europäer und Amerikaner begann am Anfang des 19. Jahrhunderts. Die Perlen weckten das Interesse europäischer Kaufleute und Eroberer, weil die Perlenausternbestände im Roten Meer, dem Persischen Golf und der Karibik zu Beginn des 19. Jahrhunderts erschöpft, die Bestände in Australien und Indonesien aber noch nicht entdeckt waren. Die erste kommerzielle Perlenlieferung nach Europa erfolgte 1802, seit etwa 1820 wurde die Ausbeutung der Perle in großem Umfang betrieben. Die Perlentaucher waren meist zugereiste Europäer, die mit Gewehren, Messern, Kleidung, Lebensmitteln und Alkohol entlohnt wurden. Handelsschiffe brachten die Tauschgüter nach Tahiti und fuhren mit Perlen beladen wieder ab. Weil die Schiffe unbewaffnet waren, wurden sie manchmal von Einheimischen überfallen und ausgeraubt. Die Muscheln wurden meist von Dinghis aus in den Lagunen geerntet, eine Besetzung von dreißig Mann in drei Dinghis konnte an einem Tag bis zu einer Tonne Muscheln ernten. Im Jahr 1839 wurden 900 Tonnen, im Jahr 1862 1000 Tonnen Muscheln geerntet. Der Preis für eine Tonne betrug in London 1862 umgerechnet 13 Louis d’or. Aus 20 Tonnen Austern ließ sich etwa ein Pfund Perlen gewinnen, der Erlös hierfür betrug 100 Louis d’or. Die Fischerei bedeutete für die Perlentaucher ein hohes Gesundheitsrisiko: Handverletzungen und Taubheit, manchmal auch Geisteskrankheit waren die Folge.
Mit dem kommerziellen Perlenhandel der Europäer wurde die Perle auch zunehmend als Tauschmittel unter den Polynesiern benutzt. Zu Beginn des 19. Jahrhunderts fuhr ein- bis zweimal im Jahr ein Doppelrumpfboot von Tahiti zum Tuamotu-Archipel, das Äxte und Steine aus dem in Tuamotu nicht vorkommenden Basalt brachte und gegen Perlen eintauschte. Auf Tahiti wurden die Perlen auch benutzt, um Schulden zu begleichen und Kriegsdienste abzulösen. Die Tahitianer begannen auch als erste Polynesier, das von den Europäern eingeführte Metall zum Durchbohren der Perlen zu verwenden, das erste hierfür von ihnen benutzte Metall waren Nägel von gesunkenen Schiffen. Durch den Perlenhandel breitete sich das von den Europäern eingeführte Metall auf den polynesischen Inseln aus. Die tahitianische Königsfamilie versuchte, den Perlenhandel auf polynesischer Seite zu kontrollieren. 1825 ließ die Regentin Pomaré IV. Vahine die Perlenausfuhr besteuern; Schiffe, die die Entrichtung der Steuer verweigerten, wurden verfolgt und aufgebracht.
Die Naturperlenbestände waren im Jahr 1880 weitgehend erschöpft. Wirbelstürme, die zu dieser Zeit gehäuft auftraten, wehten jedoch Holz, Steine und Kokosbaumstümpfe in die Lagunen und verschafften den Muscheln damit eine neue Ernährungsgrundlage. Seit Beginn des 20. Jahrhunderts werden die Perlen in den Lagunen Französisch-Polynesiens gezüchtet. Heute werden hierfür zunächst Kunststoffgirlanden in den Lagunen ausgelegt, an denen sich die Larven der Muschel sammeln. Nach zwei bis drei Jahren Wachstum werden die Perlen geerntet.

## Polynesische Mythologie
In einer der polynesischen Schöpfungsgeschichten überbringt Tane, der Schöpfer der Welt und Gott der Harmonie und der Schönheit, das Licht in Perlen in die Welt. Die Perlen inspirieren ihn mit ihrer Form und ihrem Glanz zur Erschaffung der Sterne. Nachdem er mit den Sternen den Himmel erleuchtet hat, übergibt Tane die Perlen an Rua Hatu, den Gott des Ozeans, damit er mit ihnen sein Reich beleuchten kann. Der eng mit Tane verbundene Gott des Krieges und des Friedens, Oro, wirbt mit Perlen um eine von ihm begehrte irdische Frau: Er überreicht ihr die beiden Perlen poe rava (pfauengrün) und poe konini, die Perle mit kreisförmigen Rillen, die an die Herkunft der Perle vom Stern Saturn erinnern. Nachdem sein Werben erfolgreich war und er mit seiner Geliebten Nachkommen gezeugt hat, übergibt er die Perlmuschel Te Ufi zur Erinnerung an seine Anwesenheit auf der Erde den Menschen, seitdem lebt sie in den polynesischen Lagunen. Okana und Uaro, die Geister der Korallen und des Sandes, schmücken Te Ufi anschließend mit einem Kleid in allen Farben der Fische des Ozeans. So entstehen die irisierenden Perlmuttschichten.